# Ve jménu ďábla
Ve jménu ďábla je dvoudílná epizoda seriálu Prison Break. Hlavním dějem epizody je vyvolání vzpoury vězňů, které omylem přivodí Michael Scofield, když chce získat více času pro svůj útěkový plán. První část režíroval Robert Mandel a napsal Nick Santora, zatímco scénář druhé části napsala Karyn Usher a režisérem byl Vern Gillum.

## Děj 1. části
Na začátku epizody se agenti Paul Kellerman a Danny Hale setkávají na pouti v Chicagu s jistým panem Diamondem, který po schůzce zařizuje Lincolnovu předčasnou smrt ve vězení. Veronica Donovanová se zdráhá dále spolupracovat s Nickem Savrinnem, jelikož po krádeži klíčové videokazety v něm ztratila důveru. Nick se jí snaží vysvětlit, že je prostě jen příliš paranoidní, ale Veronica jeho pomoc dále odmítá. Michael zjišťuje, že nemá mezi nástupy a kontrolami cel dost času, aby mohl pokročit v plánu a Fernando Sucre mu radí, aby vyvolal zákaz pohybu vězňů, který všechny vězně uzamkne v celách a při dozorci vězně nekontrolují. Má to udělat odříznutím klimatizačního systému vězení, jelikož teplo je podle Sucreho spolehlivým prostředkem k vyprovokování vězňů.
Pan Diamond si zavolá telefonem do věznice vězňovi jménem Turk, kterého pověří úkolem zabít Burrowse. Doktorka Sara Tancredi se potkává s Michaelem, kterému nejprve říká, že ví o jeho vztahu k Lincolnovi a pak mu nabízí, že naplánuje bratrovy návštěvy tak, aby se s ním mohl Michael vídat na ordinaci. Michael se pak odebere do táboru Afroameričanů, jelikož jeden z vězňů černé pleti pro něj má kuchyňské nářadíčko, které Michael potřebuje k prokopání zdi. T-Bag se po zákroku Abruzziho hochů konečně vrací z ordinace a jeho kamarádi pro něj mají nečekaný dárek. Jedná se o mladého nového vězně Setha, který bude nyní T-Bagovým spoluvězněm. T-Bag ho ujišťuje, že se ho bát nemusí a že ne všechno co o něm slyšel, je pravda, čímž si okamžitě získává Sethovu důvěru.
Michaelovi se povede odříznout klimatizační systém právě když se do věznice dostává Veronica, která navštěvuje Lincolna, ale nerada vidí, že ji už Nick předběhl. Po naléhání odsouzeného vězně ale dává Nickovi druhou šanci a zjišťuje, co schopný právník vypátral. Jako důkaz jim to příliš nepomůže, ale alespoň mají stopu, jedná se totiž o místo, odkud byl proveden telefonát, který informoval policii o Steadmanově vraždě. Volající se nenacházel v Chicagu, kde se vražda odehrála, ale ve Washingtonu, D. C. Ve vězení se schyluje k nástupu a velké horko už nevydrží T-Bag, který se dožaduje zapnutí klimatizace u dozorce Gearyho.
Při nástupu se pak dozorcům vymkne celá věc z rukou. Po neustálém T-Bagově naříkání ho Geary polije svým studeným nápojem, aby se trochu ochladil. Když se ani poté T-Bag nezařadí k ostatním vězňům, tak se Geary rozhodne pro zákaz pohybu, čehož Scofield a Sucre okamžitě využívají a vyráží na cestu do jádra potrubního systému vězení. Někteří vězni ale zůstávají venku a dozorci raději zamykají cely, jelikož je pro ně snadnější udržet pod kontrolou dvacet zločinců než tři sta. Volní vězni se odhodlají ke vzpouře a na scénu přichází i hlavní dozorce Brad Bellick, kterého naštve T-Bag vtipem: Jak se říká těm, co selhali při zkoušce na policistu a nyní vydělávají méně než pošťáci? Dozorci. Bellick tedy všem řekne, co četl v T-Bagově zdravotní zprávě, že T-Bag se narodil poté, co jeho mentálně postižený otec znásilnil svou mongoloidní sestru. T-Bag může zešílet a situace vypadá opravdu špatně.
Po chvíli se vězňům podaří vypáčit mříž, ale než se to stane, tak dozorci Bellick, Geary a Mack utíkají pryč a nechávají místnost, odkud se otevírají cely napospas šílenému davu. Bellick pospíchá pro svou pistoli, právě když T-Bag otevírá všechny cely a dokonce nachází svazek klíčí, který patří Mackovi a ve kterém jsou nejspíš klíče od celého vězení. Doktorka je místo v ordinaci v ošetřovně s několika vězni, kteří, když se pomocí vysílačky dozorce dozvědí o vzpouře, pokouší doktorku znásilnit. Michael a Sucre už jsou tam, kam potřebovali jít. Za zdí, přes kterou se chtějí dostat, se nachází starý potrubní systém, který je už lehce zavede do ordinace, odkud se přes plot dostanou bez problémů. Pro Nicka a Veronicu kvůli vzpouře návštěva končí a tak odjíždějí na letiště, odkud poletí do Washingtonu.
Lincolna z vyslýchací místnosti odvádí jeden z dozorců, který se necítí zrovna připraven čelit vězeňské vzpouře. Při cestě do Lincolnovy cely potkávají skupinu vězňů vedenou T-Bagem, který se ihned pouští do rozmíšky s Lincolnem, kterému výměnou za dozorce nabízí zásobu drog pro zbytek života. Lincoln se rozhodne čelit T-Bagově partě, ale proti velké přesile nemá žádnou šanci a končí tak v bezvědomí na podlaze a bez dozorce. Michael zatím v jádru budovy Sucremu objasňuje, do jakého rizika se pouští, jelikož, když se netrefí jen o pár milimetrů, hrozí, že celá místnost, ve které jsou, vybuchne. K přesnosti jim má pomoci nákres ďáblovy hlavy, který se sice Sucremu jako věřícímu nelíbí, ale díky Michaelově přesné matematice je jediným řešením situace.
Na ošetřovně, kde je také doktorka, se vězňům podaří odstranit jejich dozorce Rizza a jeden uvězněný Afroameričan také napadá doktorku, která nic netušící vyšla ze své kanceláře. Podaří se ji ale uniknout zpět pomocí injekční stříkačky, kterou zabodává do černochova ramene. Doktorka pak posouvá před dveře stůl, takže otevřít nejdou a vězni budou muset použít více fyzické síly. Dozorce Rizzo pak kvůli výhrůžkám vězňů řekne do vysílačky, že na ošetřovně je vše v pořádku a tak doktorka přichází o poslední možnost pomoci. Sucre stále nechápe, jak mohlo Michaela napadnout probořit se tlustou zdí za pomoci ručního šlehače, ale to je otázka složité fyziky, kterou v celém vězení ovládá nejspíš pouze Michael.
Ředitele Henryho Popa kontaktuje sám guvernér státu Illinois Frank Tancredi, který se chce ujistit, že je jeho dcera, doktorka Sara Tancredi, v pořádku. Pope ho ujišťuje, že ošetřovna, na které se doktorka nachází, je úplně jinde, než kde je vzpoura a guvernér mu oznamuje, že ho přijede brzy navštívit. Jeho dcera je ale v méně záviděníhodné situaci, než mu ředitel říká, jelikož se vězni k ní chtějí dostat přes skleněné dveře, které rozbíjejí kolečkovou židlí. T-Bag mezi vězně přináší polomrtvého dozorce Boba, který měl odvézt Lincolna do jeho cely. Bob se ale nevzdává a po čtyřech delikventovi utíká do Scofieldovy cely. Tam T-Bag kopne do dozorce tak, že se otevře díra, kterou Michael vytvořil. T-Bag to chce křikem sdělit všem spoluvězňům, ale na poslední chvíli zasahuje John Abruzzi, před kterým má odsouzený pedofil respekt.
Dalšímu vězňovi s ošetřovny se už podařilo rozbít sklo u dveří a už už sahá po klice, než mu doktorka zabodává další injekční stříkačku do ruky. Michael se zatím vrací do cely, kde zjišťuje, co se stalo. T-Bagův první nápad je zlikvidovat dozorce, ale Michael nechce dopustit, aby jeho útěk stál život někoho jiného. T-Bag se chce stůj co stůj dostat do útěkového týmu, kam ho nakonec zbylí členové přibírají, jelikož by jinak své tajemství pověděl ostatním. Lincolna zatím nachází Charles Westmoreland, který se hned ptá, ke je jeho bratr, což zaslechne kolemjdoucí Turk, který využije situace a poví Lincolnovi, že ví kde je. Lincoln jde za ním a nemá tušení, čím byl Turk pověřen.
Jeden ze C-Notových pomocníků na videu vidí, že vězni se už dostávají k doktorce, což zaslechne i Michael, který jde zkontrolovat situaci na videu a pak už nemyslí na nic, než na záchranu bezbranné krásky. Před odchodem ještě varuje zbytek týmu, aby se ani nedotkli dozorce a pak už se vydává na dlouhou pouť potrubím, která pokračuje v další epizodě.

## Děj 2. části
Zatímco Michael Scofield už je na své cestě za záchranou doktorky Sary Tancredi, Abruzziho společník Forielli přes okno vyjednává s ředitelem Henrym Popem, kterému oznamuje, že mají rukojmí v novém dozorci Bobovi a doktorce, které vymění za zapnutí ventilace. Svaloun Turk zatím vede Lincolna Burrowse, který si myslí, že cílem jejich cesty je jeho bratr Michael, do jádra budovy, mezi nějaké trubky, kde na něj zaútočí zezadu a snaží se ho uškrtit. Lincoln ale také není žádný slaboch a po dlouhém souboji se dostává s Turkova sevření.
V Michaelově cele se momentálně nachází T-Bag, Fernando Sucre a zraněný dozorce Bob, kterému T-Bag svléká boty a pásek a vše ostatní, s čím by mohl být strážce nebezpečný. Sucre musí zatím odejít dokončit Michaelův plán a nechává dozorce napospas hroznému vrahovi. Veronica Donovan a Nick Savrinn se při letu do Washingtonu, D.C. snaží přijít na to, kdo by mohl mít motiv k zavraždění Terrence Steadmana. Bratr viceprezidentky byl úspěšným podnikatelem v oboru alternativních zdrojů, takže v úvahu přichází prakticky jakákoli ropná společnost, nebo ekonomika na obchodu s ropou závislá, jako například ta americká. Zatím se Michael proplétá složitým systémem různých ventilačních prostorů a potrubních chodbiček a doktorka marně čeká na něčí pomoc.
V tu chvíli se před věznicí objevuje limuzína guvernéra Franka Tancrediho, který je otcem doktorky. První věc, na kterou se ptá, je jeho dcera, a tak mu ředitel Pope jen nerad oznamuje o její nezáviděníhodné situaci. T-Bag zatím psychicky ubližuje dozorci Bobovi, když prohledává jeho peněženku, ve které najde jeho přesnou adresu, a neodpouští si poznámky o tom, jak se nemůže dočkat, až tam vlétne, a fotku jeho dcery ze školního plesu, kterou olizuje tak, aby to dozorce vyprovokovalo co nejvíce. V pravou chvíli ale přichází Abruzzi a přinutí pedofila se svým chováním přestat. Sám je ale doslova nadšený, když vidí škvíru za záchodem cely, která jim pomůže při cestě ven a je jistým znamením pokroku.
Vězni na ošetřovně se rozhodli, že doktorku dostanou s kanceláře za pomoci hořící knihy, kterou do místnosti vhodí. Při pokusu o udusání plamene se ale doktorka dostává do sevření vězně Strokera, ze kterého se dostává jen díky připravené injekci, kterou mu zabodává do ramene. Pak už se ve stropě kanceláře objevuje Michael, který ji nabízí pomocnou ruku. Sara samozřejmě neodmítne, ale Stroker si brzy uvědomuje, jaká je jediná cesta ven a kde se asi doktorka nachází. Veronica a Nick jsou zatím už na letišti ve Washingtonu, kde vidí zprávy o vzpouře vězňů, ale rozhodnou se pokračovat ke svému cíli. Stejné zprávy sleduje doma i L.J. Burrows, Lincolnův syn, ale protože měl se svými rodiči někam odejít, vyvolá to potyčku mezi ním a jeho nevlastním otcem. Jeho vlastní otec zatím vítězně dokončuje boj s Turkem, i přestože jeho protivník si na pomoc vzal ocelovou tyč. Turk mu pak říká, že ho někdo poslal, ale neříká, kdo to byl.
Abruzzi doráží k Sucremu a oba se diví Michaelově nápadu probořit zeď ručním šlehačem. Zatím se Michael a Sara dostávají dál od ošetřovny, ale vězni jsou přímo pod nimi. Stroker probourává lehké části stropu koštětem a když už se dostanou nad strop, Michael kopne do hlavy jednoho z nich. Ředitel Pope se snaží guvernérovi vysvětlit, že vyjednávání je nejlepší způsob ukončení konfliktu, ale otec doktroky chce raději přikročit k extrémnímu zásahu, než aby riskoval život své dcery. Ten má ale ve své moci Michael, který musí opustit strop a vrhnout se na zem, kde ho napadá Stroker a později další vězeň. S pomocí Sary převahu přemáhá a tak se dvojice protagonistů posouvá dál k východu. Zatímco vojáci se seskupují na střechách věznice, dozorce Brad Bellick vyjadřuje guvernérovi svou podporu, že stojí za zásahem ozbrojených sil.
Sara s Michaelem naráží na shluk dalších vězňů a tak se musí kousek vrátit, T-Bag dále straší dozorce Boba a guvernér říká Popovi, že Bellick je dobrý dozorce a je rád, že by přikročil k razantnějšímu zásahu. Abruzzi se Sucrem se zatím konečně prokopávají zdí a Stroker se se svou skupinkou dostává blíže k Michaelovi. Ten už ale stojí s doktorkou téměř u vchodu, ale míří na něj vojenský sniper. Sara nakonec utíká ven, Michael padá na zem a sniper trefuje místo něj Strokera. Veronica a Nick se dopracují k tomu, že hovor upozorňující policisty na vraždu pochází z telefonní budky. Na místě od strážníka zjišťují, že velká budova blízko budky je regionální sídlo Steadmanovy firmy Ecofield. V tu chvíli na telefon někdo zavolá a říká jim, že jsou oba mrtví.
Lincoln se proplétá hromadnými rvačkami k Michaelově cele, kde ale nachází pouze T-Baga a dozorce. Vtom se objevuje i Sucre, který ale nic neví, a tak se ho Lincoln vydává hledat. Michael se už ale objevuje dole pod svou celou a oba bratři se konečně opět scházejí. Sara se už dostává na dvoře k ostatním důležitým lidem, kde ji nejprve vidí Bellick a Pope, který dozorcovi vytýká jeho opovážlivost mluvit o tak důležitých záležitostech s guvernérem a zastávat jiný názor, když to není v jeho kompetenci. Sara pak spatří svého otce a na chvíli je šťastná, že ji přijel navštívit, než ji ale říká, že věděl, že práce ve věznici povede k něčemu takovému. Útěkový tým se opět schází v Michaelově cele a T-Bag je jediný, kdo chce dozorce zabít, což jasně nahrává jeho šanci na přežití. I mafián Abruzzi chce ušetřit jeho život, ale když Bob a T-Bag zacházejí za roh, Michael už pouze vidí padat bezmocného dozorce k zemi.